# 都良香
都 良香（みやこ の よしか）は、平安時代前期の貴族・文人。姓は宿禰のち朝臣。初名は言道。主計頭・都貞継の子。官位は従五位下・文章博士。

## 経歴
清和朝初頭の貞観2年（860年）文章生に補せられると、文章得業生を経て貞観11年（869年）対策に及第し、翌貞観12年（870年）少内記に任官。同年に菅原道真が対策を受験した際、その問答博士を務める。また、翌貞観13年（871年）太皇太后・藤原順子の葬儀に際して、天皇が祖母である太皇太后の喪に服すべき期間について疑義が生じて決定できなかったために、儒者たちに議論させたが、良香は菅原道真と共に日本や中国の諸朝の法律や事例に基づき、心喪5ヶ月・服制不要の旨を述べた。貞観14年（872年）には式部少丞・平季長と共に掌渤海客使を務める一方、自ら解文を作成して言道（ことみち）から良香への改名を請い、許されている。
貞観15年（873年）従五位下・大内記に叙任され、貞観17年（875年）以降は文章博士も兼ねた。貞観18年（876年）に大極殿が火災に遭った際、廃朝及び群臣が政に従うことの是非について、明経・紀伝博士らが問われた際、良香は同じ文章博士の巨勢文雄と共に、中国の諸朝において宮殿火災での変服・廃朝の例はないが、春秋戦国時代の諸侯では火災に対して変服・致哭の例があることから、両者を折衷して廃朝のみ実施し、天皇・群臣は平常の服を変えるべきでないことを奏し、採用されている。陽成朝初頭の元慶元年（877年）には一族の御酉・因雄・興道と共に宿禰姓から朝臣姓に改姓した。
詩歌作品を作る傍らで、多くの詔勅・官符を起草し、貞観13年（871年）より編纂が開始された『日本文徳天皇実録』にも関与したが、完成する前の元慶3年（879年）2月25日に卒去。享年46。最終官位は文章博士従五位下兼行大内記越前権介。

## 人物
漢詩に秀で歴史や伝記にも詳しく、平安京中に名声を博していた。加えて立派な体格をしており腕力も強かった。一方で貧しくて財産は全くなく、食事にも事を欠くほどであったという。
家集に『都氏文集』があり、詔勅や対策の策問などの名文がおさめられている。漢詩作品は『和漢朗詠集』『新撰朗詠集』などに入集している。勅撰歌人でもあり、『古今和歌集』に和歌作品1首が収められている。
また、各種伝承を記した『道場法師伝』『富士山記』『吉野山記』等の作品もある。『富士山記』には富士山頂上の実情に近い風景描写がある。これは、良香本人が登頂、または実際に登頂した者に取材しなければ知り得ない記述であり、富士登山の歴史的記録として重要である。

## 説話
漢詩にまつわる説話が複数伝えられており、後世においても、漢詩人として評価されていたことが窺われる。
- ある人が羅城門[5]を通った時に、良香の詠んだ漢詩を誦したところ、門の鬼が詩句に感心したという（『江談抄』『本朝神仙伝』）。

- 良香が晩夏に竹生島に遊んだ際に作ったという「三千世界は眼前に尽き。十二因縁は心裏に空し。」の下の句は竹生島の主である弁才天が良香に教えたものであるという（『江談抄』）。

また、活躍時期がやや異なるにもかかわらず、良香と菅原道真が一緒に登場する説話・逸話が見られる。
- 良香の家で門下生が弓遊びをしていた際、普段勉学に追われていることから、とうていうまく射ることはできないであろうと道真に弓を射させてみたところ、百発百中の勢いであった。良香はこれは対策及第の兆候であると予言し、実際に道真は及第したという（『北野天神縁起』）。

- 菅原道真に昇進で先を越されたことから、良香は怒って官職を辞し、大峰山に入って消息を絶った。100年ほど後、ある人が山にある洞窟で良香に会ったところ、容貌は昔のままで、まるで壮年のようであったという（『本朝神仙伝』）。

## 官歴
注記のないものは『日本三代実録』による。
- 仁寿3年（853年） 日付不詳：大学寮に入学[6]
- 貞観2年（860年） 4月26日：文章生[6]
- 貞観7-8年（865年-866年）頃[7]：文章得業生[6]
- 年不詳 5月16日：安芸権少目[6]
- 貞観10年（868年） 1月16日：播磨権大目[6]
- 貞観11年（869年） 6月19日：対策に及第[6]
- 貞観12年（870年） 2月21日：少内記[6]
- 貞観13年（871年） 10月5日：見正六位上
- 貞観14年（872年） 4月16日：掌渤海客使。5月7日：諱を言道から良香に改名
- 貞観15年（873年） 1月7日：従五位下、少内記如元[6]。1月13日：大内記
- 貞観17年（875年） 2月27日：兼文章博士
- 貞観18年（876年） 2月16日：兼越前権介[6]。4月1日：兼侍従[6]
- 元慶元年（877年） 12月25日：宿禰姓から朝臣姓に改姓
- 元慶3年（879年） 2月25日：卒去（文章博士従五位下兼行大内記越前権介）